# Jednoroczny ochotnik

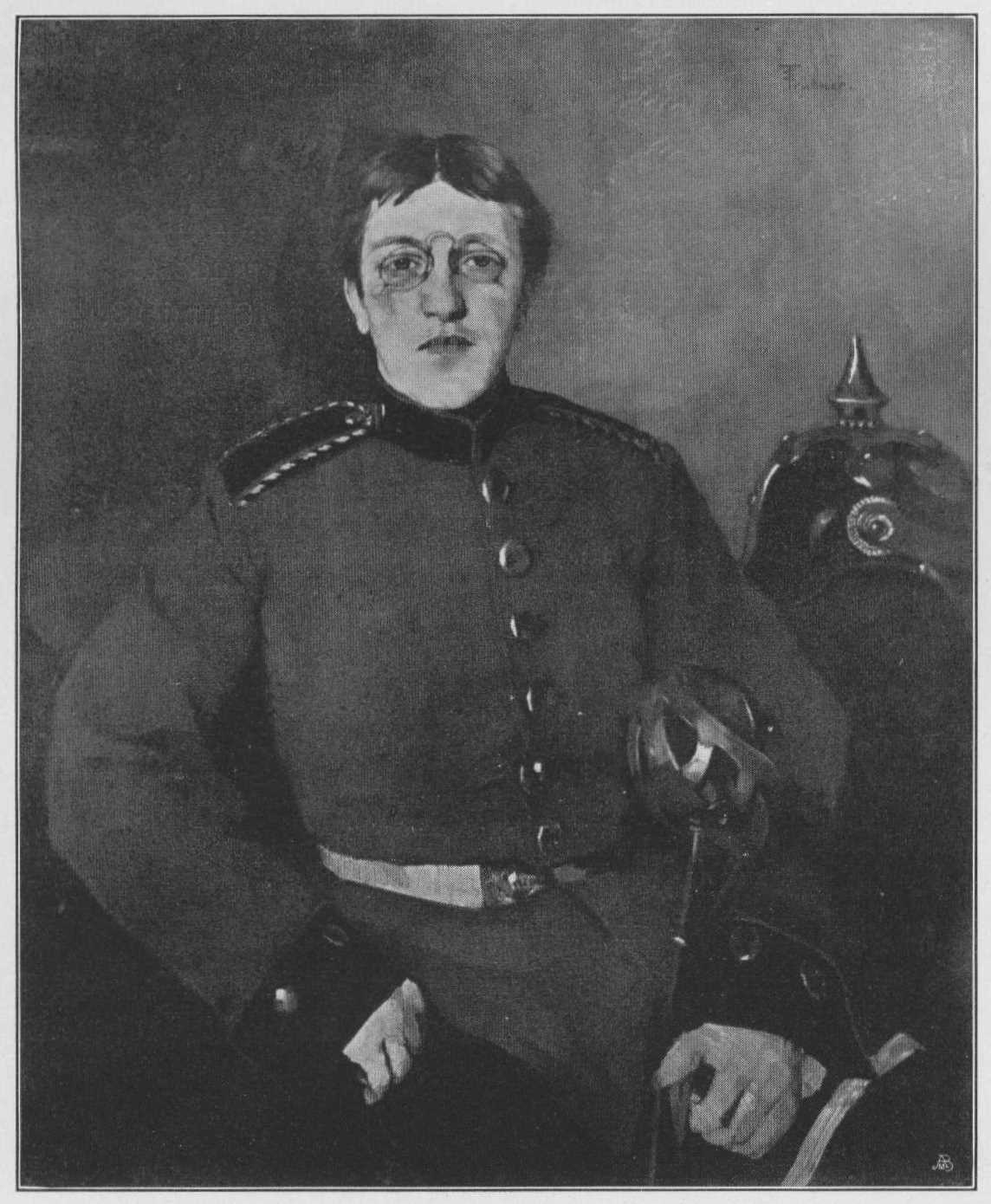
Jednoroczny ochotnik w mundurze

Jednoroczny ochotnik (niem. Der Einjährig-Freiwilliger, wcześniej der Einjährige) – w armiach austro-węgierskiej, niemieckiej i pruskiej osoba mająca wykształcenie średnie (matura) lub wyższe, która zgłosiła się samodzielnie do służby wojskowej.

## Historia
Służba trwała jeden rok (tzw. Präsenzdienst) w wybranym przez ochotnika rodzaju broni (w Austrii była to rezerwa oficerska). Służba mogła być przedłużona z inicjatywy ochotnika, jak i armii, za zgodą ochotnika. Później, gdy nasiliło się (szczególnie w Galicji) uchylanie od służby wojskowej, zdarzały się przypadki przymusowego wcielania do armii w charakterze jednorocznych ochotników.
Zgłoszenie się do służby wojskowej w charakterze jednorocznego ochotnika dawało wiele możliwości – między innymi: wybór rodzaju broni, miejsca służby, a także stanowiło szansę szybkiego uzyskania awansu w wojsku, ponieważ roczna służba zakończona była egzaminem na stopień podoficerski. Przykładami awansu jednorocznego ochotnika są kariery w armii austro-węgierskiej Władysława Sikorskiego czy Stanisława Dąbka.
Powszechny obowiązek służby wojskowej nakładała na obywateli „Ustawa o powszechnym obowiązku wojskowym” (Wehrgesetz), która weszła w życie w 1868. Ustawa ta określiła czas trwania służby w różnych formacjach:
- w armii lądowej: 2 lata w służbie czynnej, 10 lat w rezerwie uzupełniającej, 3 lata w linii i 7 lat w kawalerii i artylerii konnej,
- w marynarce wojennej: 4 lata w linii, 5 lat w rezerwie i 3 lata w obronie morskiej,
- w rezerwie uzupełniającej: 12 lat.

Ustawa ta regulowała również uprawnienia jednorocznych ochotników.
Jako jednoroczny ochotnik służył w armii austriackiej m.in. Jaroslav Hašek; w jego powieści Przygody dobrego wojaka Szwejka występuje postać jednorocznego ochotnika Marka, uznawana za alter ego autora.